# Anthela ocellata

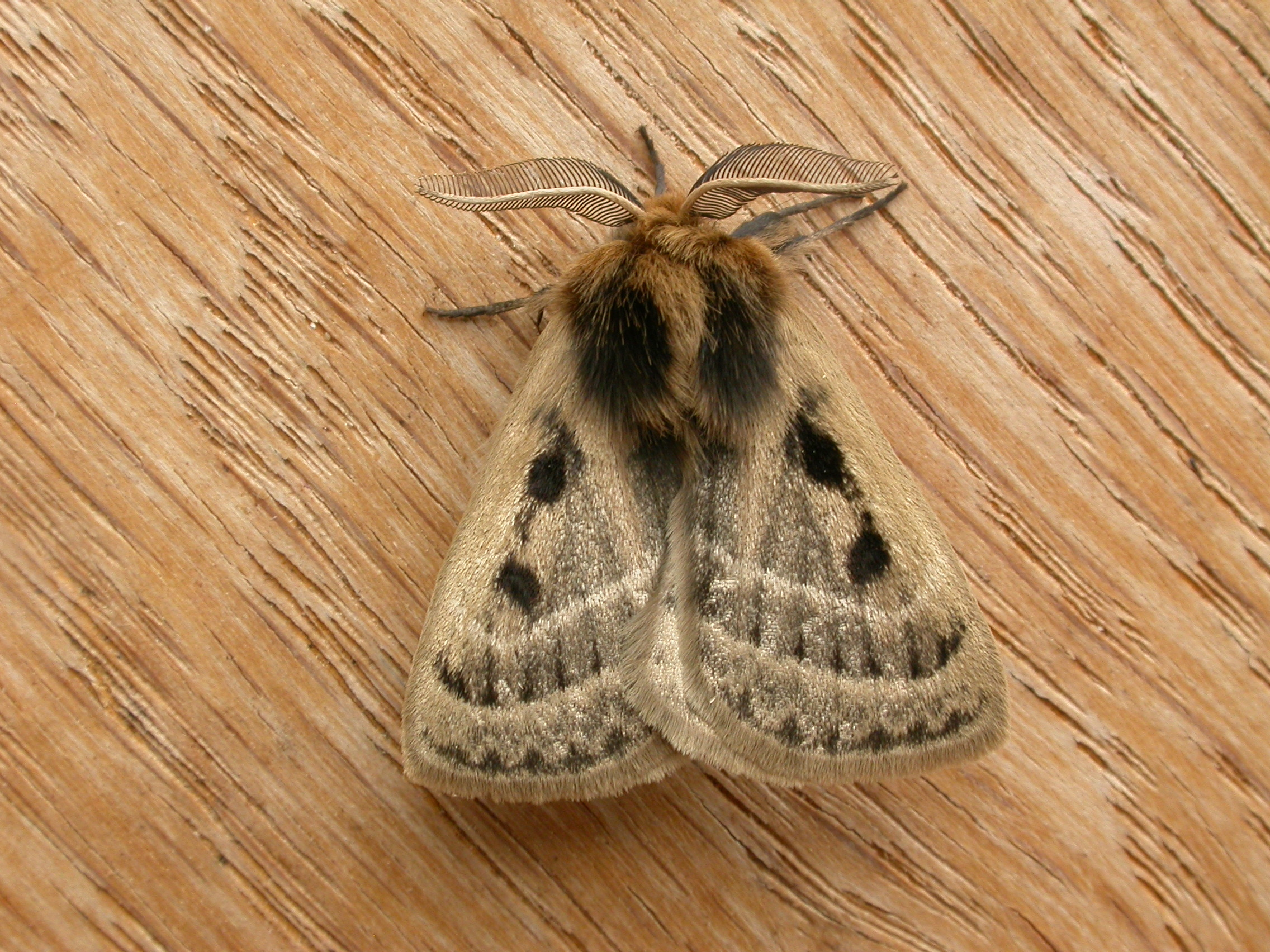
Männchen, Form mit kräftiger Zeichnung

Anthela ocellata ist ein endemisch in Australien vorkommender Nachtschmetterling aus der Überfamilie der Bombycoidea. Der Artname leitet sich von dem Lateinischen Wort ocellus mit der Bedeutung „Auge“ ab und bezieht sich auf die Augenflecke auf den Flügelunterseiten der Falter.

## Merkmale

### Falter
Die männlichen Falter erreichen eine Flügelspannweite von ca. 50 Millimetern, die Weibchen sind deutlich größer. Die Vorderflügeloberseite ist hellbraun bis ockerfarben und zeigt zwei nebeneinander angeordnete schwarze Makel. Die äußere Querlinie ist weißlich, die Wellenlinie in schwarze Punkte aufgelöst. Bei einigen Exemplaren ist außerdem vor dem Saum eine Reihe von Pfeilflecken erkennbar. Die Hinterflügeloberseite entspricht farblich der Vorderflügelseite, ist jedoch etwas blasser und zeigt meist nur einen kleinen schwarzen Punkt. Auf den Unterseiten aller vier Flügel befinden sich je zwei schwarze, meist weiß gekernte Flecke, die Augen ähneln. Der Thorax ist stark, das Abdomen dünn behaart. Die Männchen haben stark gekämmte Fühler, die der Weibchen sind schwach sägezähnig ausgebildet.

### Raupe
Ausgewachsene Raupen erreichen eine Länge von etwa fünf Zentimetern und zeigen eine rotbraune bis schwarzbraune Grundfarbe. Die Körperoberfläche ist mit langen grauen bis weißen Haaren bedeckt. Die Kopfkapsel ist glänzend gelbbraun und mit zwei auffälligen, breiten schwarzen Querstreifen versehen. Die Stigmen sind weiß.

### Ähnliche Arten
Die Falter von Anthela cnecias zeigen zwar ebenfalls Augenflecke auf den Flügeln, sind im Gesamterscheinungsbild jedoch stärker graubraun gefärbt und unterscheiden sich deutlich durch ein zahnartiges Muster im Saumbereich sämtlicher Flügel.

## Verbreitung und Vorkommen
Anthela ocellata kommt in Australien mit Ausnahme des Northern Territory vor. Das Hauptvorkommen befindet sich im Osten und Südosten des Kontinents. Die Art ist auch in Tasmanien zu finden. Sie lebt bevorzugt in lichten Wäldern sowie auf grasigen Flächen.

## Lebensweise
Die nachtaktiven Falter fliegen im australischen Sommer. Sie besuchen gelegentlich künstliche Lichtquellen. Das Weibchen legt die Eier in kleinen Gruppen ab. Die Raupen ernähren sich von den Halmen verschiedener Süßgräser (Poaceae). Sie verpuppen sich in einem doppelwandigen Kokon am Erdboden.